# U.S. Pergolese
Unione Sportiva Pergolese  là một câu lạc bộ bóng đá Ý đến từ Pergola, Marche. Màu sắc của đội là đỏ và xanh.